# Milis
En milis är en militär eller paramilitär enhet. Den bygger på mobilisering av civila medborgare, vilka oftast har ingen eller endast kort militär utbildning.

## Betydelser

### Officiella styrkor
Milis kan syfta på officiella militära reservförband. Detta inkluderar exempelvis Hemvärnet (i Sverige) eller USA:s delstatliga försvarsstyrkor (State Defense Forces).
Inom vissa länder används begreppet för nationella polisstyrkor. Detta gäller eller har gällt i Ryssland (fram till 1 mars 2011), andra OSS-länder och det forna Sovjetunionens militsija.

### Icke-statliga styrkor
En milis kan även vara en privat, icke-statlig styrka, organiserad efter eget initiativ. Den har då inte nödvändigtvis stöd av eller arbetar för den stat inom vilket den har sitt ursprung. Exempel på detta är Hizbollahmilisen. Ett annat begrepp för sådana styrkor är frikår.

### Allmän betydelse
En milis kan även vara ett folkuppbåd, det vill säga en allmän samling människor som samlats ihop för ett särskilt uppdrag.

## Etymologi
Ordet milis, vilket funnits i svensk skrift sedan 1758, kommer från franskans milice med samma eller liknande betydelse. Ursprunget till ordet är latinets militia med betydelsen 'krigstjänst' eller 'krigsfolk'; detta är en bildning på miles, 'soldat'.

## Historik
Milis (franska milice, av latin miltia, krigsfolk) var en milishär, som uppsatts genom allmän värnplikt men som inte erhållit en fullständig, utan endast en nödtorftig utbildning för kriget. En härordning sades vara grundad på milissystemet, när i fredstid ingen året om bestående armé fanns, utan fältarmén endast utgjordes av trupper som uppbådades vid mobilisering. Milissystemets fördelar som härordningssystem kunde sägas vara:
- att – i likhet med vad förhållandet är vid kadersystemet, men i motsats till det vid yrkessystemet – alla statens medborgare enligt detsamma var skyldiga att i händelse av behov gripa till vapen för fäderneslandets värnande,
- att de korta övningarna inte ingrep särdeles störande i de värnpliktiges borgerliga sysselsättningar,
- att systemet förmådde uppställa den jämförelsevis talrikaste hären,
- att freds- och krigsorganisationerna kunde göras i det närmaste lika,
- att mobiliseringen, om den är väl ordnad, kunde ske hastigt samt
- att härordningen i fredstid var jämförelsevis billig.[4]

Gentemot dessa fördelar stod milissystemets olägenheter av att (det värnpliktiga) befälet, såsom inte varande militära yrkesmän, med avseende på truppens utbildning och ledning samt de materiella krigsmedlens användande med mera var underlägset andra härordningars i ständig militärtjänstgöring varande yrkesbefäl samt att truppen i krigsduglighet måste stå tillbaka för yrkes- och kaderhärens utbildade trupper.
På grund av de brister, som milissystemet hade, har detsamma inte kommit till någon allmännare användning. Av de europeiska staterna var det egentligen bara Schweiz, Norge och Montenegro som lagt milissystemet till grund för sin härordning. Dessa länder torde till följd av sin naturbeskaffenhet, som i hög grad gynnar försvaret, ha mindre behov än andra av en fullt operationsduglig och slagfärdig fälthär. Inom flera arméer fanns dock, jämte fullständigt utbildade trupper, milistrupper, fastän härordningen vilade på yrkes- eller kadersystemet. Så var förhållandet till exempel i Storbritannien, där "specialreserven" och "territorialarmén" utgjordes av milistrupper. Samma förhållanden fanns i Danmark, där större delen av de värnpliktiga på grund av den korta utbildningstiden kunde jämställas med milis, och i Nederländerna där större delen av den för hemlandets försvar avsedda "milisen" inte erhållit fullständig utbildning. Samma sak i Serbien där närmare två tredjedelar av den aktiva arméns styrka endast övades en kortare tid, och i Sverige, vars organiserade armé på grund av kadersystemet uppvisade en blandning av fullständigt utbildade trupper (volontärerna) och milistrupper (de värnpliktiga).
I Belgien kallades den del av armén, som utskrevs bland de värnpliktiga för att fullständiga fredsstyrkan, "milisen", fastän densamma erhållit fullständig utbildning. Inom vissa arméer, såsom den italienska, den rumänska och den serbiska, kallades 2:a och 3:e (eller endast 3:e) uppbådet "milisen", motsvarande lantvärnet och landstormen inom tyska armén samt beväringens 2:a uppbåd och landstormen inom den svenska.